# Parisian (warenhuis)
Parisian Inc. was een Amerikaanse keten van luxe warenhuizen, opgericht en gevestigd in Birmingham (Alabama). Parisian concurreerde in de jaren 1980 vooral met Nordstrom, Neiman Marcus en Gus Mayer en onderging in de 130 jaar van haar bestaan een reeks herstructureringen en fusies. In 1996 werd het overgenomen door Proffitt's, Inc. In september 2006 kocht Belk de 24 vestigingen van Parisian van Saks, Inc. (voorheen Proffitt's, Inc.) voor $ 285 miljoen, waarbij de warenhuizen in september 2007 zouden worden omgedoopt tot Belk. Parisian werd in oktober 2006 snel opnieuw verkocht aan The Bon-Ton, met winkels in Michigan, Indiana en Ohio. Parisian opereerde als een zelfstandige divisie tot 2013. Toen liepen de exclusieve rechten om Parisian te exploiteren af, wat het einde betekende van dit chique warenhuis.

## Geschiedenis

### Vroege geschiedenis
Parisian werd in 1877 in Birmingham, Alabama opgericht  door Estella en Bertha Sommers. In de jaren twintig verkochten de zussen het aan Carl Hess en William Holiner. Emil, de zoon van Hess, en Leonard Salit, de schoonzoon van Holiner, kochten de keten in 1950 en zetten het eerste kredietprogramma op. Nadat Salit stierf, nam de familie van Hess de keten over.
Parisian opende in de jaren 1970 winkels in verschillende winkelcentra in Birmingham, waaronder de Eastwood Mall (later Eastwood Village). In de jaren 1960 begon het bedrijf winkels buiten Birmingham te openen. Eerst openden ze een winkel in het Gateway Shopping Center in Decatur, Alabama en breidden vervolgens uit naar de Parkway City Mall in Huntsville, de University Mall in Tuscaloosa, de Bel Air Mall in Mobile en de Eastdale Mall en de Montgomery Mall in Montgomery. Halverwege de jaren 1980 had Parisian 13 winkels in Alabama. De eerste twee winkels buiten de staat waren beide in Florida, in de Cordova Mall in Pensacola, en in de Sarasota Square Mall (nu Westfield Sarasota Square) in Sarasota. 
Het in Australië gevestigde vastgoedbedrijf L.J. Hooker kocht Parisian, Bonwit Teller en B. Altman in 1988, maar verkocht zijn aandeel in Parisian een jaar later nadat L.J. Hooker faillissement had aangevraagd. Het bedrijf verkocht Parisian terug aan de familie Hess. Begin jaren 1990 opende Parisian zijn eerste winkels buiten het zuidoosten van de Verenigde Staten: in Michigan, Indiana en Ohio.  Halverwege de jaren 1990 werden er alleen al in Florida twee nieuwe winkels geopend: in het Seminole Towne Center en in The Avenues.

### 1996: Overname door Proffitt's
In 1996 kocht Proffitt's Inc. de warenhuisketen Parisian met 38 winkels voor $ 200 miljoen en nam een bedrag van $ 250 miljoen aan schulden van Parisian over. Proffitt's, dat twee jaar eerder Younkers en McRae's had overgenomen, nam in 1996 ook G.R. Herberger's over. In 1997 bestond Proffitt's uit vijf merken: 19 Proffitt's-winkels, voornamelijk in Tennessee; 29 McRae's-winkels in Alabama en Mississippi; 48 Younkers-winkels, voornamelijk in Iowa, Wisconsin en Michigan; 40 winkels in Parisian; en 39 Herberger's-winkels, geconcentreerd in het Middenwesten.
Proffitt's bleef overnames doen en kocht in 1997 de Carson Pirie Scott- keten met 52 winkels in het Middenwesten en in 1998 Brody's in North Carolina. Proffitt's kocht Saks Fifth Avenue voor $ 2,1 miljard in 1998, waaronder 100 Saks-winkels en 40 Saks Off 5th outlet-winkels, en veranderde zijn eigen naam van Proffitt's, Inc. in Saks Incorporated.
Op het hoogtepunt exploiteerde Saks Incorporated meer dan 250 middelgrote tot dure warenhuizen onder de Saks Fifth Avenue Enterprises-groep, de Parisian-divisie, de Northern Department Store Group ( Younkers, Herberger's, Carson Pirie Scott, Bergner's, Boston Store) en de Southern Department Store Group (Proffitt's en McRae's) en meer dan 50 speciaalzaken van Club Libby Lu .

### 2006: Verkoop van Parisian aan Belk
Belk, Inc., een particuliere warenhuisketen uit Charlotte (North Carolina), kocht op 8 maart 2006 de warenhuisketens Proffitt's en McRae's van Saks en veranderde deze onmiddellijk in Belk. Op 2 augustus 2006 maakte Belk bekend dat het Parisian van Saks zou overnemen voor $ 285 miljoen. Later kondigde Belk aan dat het plannen had om vóór 12 september 2007 vierentwintig vestigingen van Parisian onder de naam Belk verder te exploiteren. Na de afronding van de transactie van Parisian, exploiteerde Belk 315 winkels in 19 staten. De transactie van Parisian omvatte 38 warenhuizen, waaronder een winkel van 11.600 m², het hoofdkantoor in Birmingham, Alabama en een 15.900 m² groot distributiecentrum in Steele, Alabama.

### 2006: Verkoop aan Bon-Ton
Op 25 oktober 2006 kondigde Belk de verkoop van vier  Parisian-winkels en de bouwvergunning voor de bouw van een vijfde winkel aan The Bon-Ton Stores, Inc. aan voor een bedrag van $ 22 miljoen dollar. Het ging om de volgende winkels:
- Livonia, Michigan in het Laurel Park Place (13.820 m²);
- Rochester Hills, Michigan in The village of Rochester Hills (11.190 m²);
- Beavercreek, Ohio in The Mall at Fairfield Commons (12.100 m²). Dit werd later een Elder-Beerman. De winkel werd in 2014 door Elder-Beerman samengevoegd met een aparte winkel in het winkelcentrum. In 2015 wordt het gebouw afgebroken om plaats te maken voor een nieuw restaurant.
- Indianapolis, Indiana in het Circle Centre (13.400 m²). Dit was een voormalige locatie van de L.S. Ayres en werd later Carson Pirie Scott. De winkel werd gesloten in het voorjaar van 2018.
- Clinton Township, Michigan in The Mall at Partridge Creek (11.000 m²). De winkel werd geopend op 18 oktober 2007 en was de eerste Parisian geopend onder Bon-Ton.

Met winkels in het Laurel Park Place in Livonia, The Mall at Partridge Creek in Clinton Township en The Village of Rochester Hills in Rochester Hills, opereerde Parisian tot januari 2013 afzonderlijk onder een eigen divisie, toen de exclusieve rechten van Bon-Ton om Parisian te exploiteren waren verlopen, wat het einde markeerde van dit luxe warenhuis. 